# The Mix Tape (KRS-One)
The Mix Tape è un mixtape del rapper statunitense KRS-One. Pubblicato il 27 agosto del 2002, è distribuito dalla Koch Records ed è un prodotto promozionale per l'album successivo del rapper, Kristyles, pubblicato nel 2003. Il disco è breve, presenta 13 tracce e 4 interludi, compresa Ova Here, diss nei confronti di Nelly, poiché KRS-One pensava a sua volta di essere stato dissato nell'album Nellyville e nella colonna sonora di Training Day.
Sotto il titolo Prophets vs. Profits, ne è stata distribuita una serie limitata anche per il mercato europeo, anche se mancano diverse tracce da The Mix Tape.

## Recensioni
| Recensione                    | Giudizio |
| ----------------------------- | -------- |
| AllMusic                      | [ 1 ]    |
| RapReviews                    | [ 2 ]    |
| The Rolling Stone Album Guide | [ 3 ]    |

Jason D. Taylor assegna all'album quattro stelle su cinque, recensendolo per AllMusic, nonostante ne critichi la mancanza di qualità e di materiale offerto: «The Mix Tape è un grande, anche se breve, viaggio nella mente di KRS-One e un ascolto estremamente piacevole.»

## Tracce
Testi di Lawrence Parker.
1. Ova Here – 2:56 (musica: Da Beatminerz)
2. Things is About to Change – 2:34 (musica: Milann Miles, Rick Long)
3. Splash – 2:24 (musica: A-Sharp, Pleasure King)
4. Kim-O/Steph-Lover Shout-Outs – 0:19 (musica: Kim-O, Steph-Lover)
5. Down the Charts – 2:10 (musica: Milann Miles, Rick Long)
6. Priest Shout-Outs – 0:10 (musica: Priest)
7. The Message 2002 – 3:54 (musica: Inebriated Beats)
8. Kreditz – 0:38
9. Stop It – 1:37 (musica: KRS-One, Mad Lion)
10. Problemz – 3:14 (musica: Inebriated Beats)
11. Deejay Red Alert Shout-Outs – 0:29 (musica: Red Alert)
12. Ova Here (Remix) – 2:58 (musica: Tine E Tim)
13. Preserve the Kulture – 1:31 (musica: BJ Wheeler)

Durata totale: 24:54

### Prophets Vs. Profits
Testi di Lawrence Parker.
1. Ova Here – 2:56 (musica: Da Beatminerz)
2. Things is About to Change – 2:34 (musica: Milann Miles, Rick Long)
3. Splash – 2:24 (musica: A-Sharp, Pleasure King)
4. My People – 3:18 (musica: Alumni)
5. Kreditz – 0:38 (musica: KRS-One)
6. I Remember – 4:03 (musica: J-Roc, Mad Lion)
7. Down the Charts – 2:10 (musica: Milann Miles, Rick Long)
8. You Really Don't Want It – 3:29 (musica: Jim Bean)
9. Womanology – 2:01 (musica: Soul Supreme)
10. 2nd Kreditz – 0:46
11. Stop It – 1:37 (musica: KRS-One, Mad Lion)
12. Problemz – 3:15 (musica: Vanguard)
13. Believe It! – 3:59 (musica: Soul Supreme)

Durata totale: 33:10

## Classifiche

### Classifiche settimanali
| Classifica (2002)         | Posizione massima |
| ------------------------- | ----------------- |
| US Independent Albums     | 17                |
| US Top R&B/Hip-Hop Albums | 32                |